# Jasieniec (rejon hancewicki)
Jasieniec (biał. Ясянец; ros. Ясенец) – wieś na Białorusi, w obwodzie brzeskim, w rejonie hancewickim, w sielsowiecie Nacz.
W dwudziestoleciu międzywojennym leżał w Polsce, w województwie poleskim, w powiecie łuninieckim, gminie Kruhowicze. Znajdował się tu wówczas dwór.